# Adam Politzer
Adam Politzer (født 1. oktober 1835 i Albertirsa, Ungarn, død 10. august 1920 i Wien, Østrig) var østrigsk læge og var en af nøglepersonerne i oto-rhino-laryngologiens udvikling.

## Opvækst og studier
Politzer voksede op i en jødisk familie og udviklede tidligt interesse for sprog, især latin og italiensk, og videnskaber. Ligeledes interesserede han sig for kunst og havde selv et vist kunstnerisk talent, som han senere anvendte i sin undervisning.
Han studerede i Wien hos Josef Skoda (1805-1881), Karl Freiherr von Rokitansky (1804-1878), Josef Ritter von Oppolzer (1808-1871) og den berømte fysiolog Carl Ludwig (1816-1895). De to sidstnævnte tog sig særlig af Politzer. Johann von Oppolzer var professor i medicin i Wien, som gjorde bedside-undervisningen populær. Politzer disputerede i 1859, hvorefter han arbejdede i Carl Ludwigs laboratorium, hvor han især beskæftigede sig med det auditive system. Her introducerede han en behandling til udligning af undertryk i mellemøret gennem det Eustachiske rør ved hjælp af overtryk fremkaldt ved en ballon, politzerisation, i stedet for gennem kateterisation. 
Herefter tog han på uddannelsesrejser i Europa, og arbejdede hos bl.a. Anton Friedrich Freiherr von Tröltsch (1829-1890) i Würzburg , Hermann von Helmholtz (1821-1894) i Heidelberg, Claude Bernard (1813-1878) i Paris, Rudolf Albert von Kölliker (1817-1905) i Würzburg og Joseph Toynbee (1815-1866) i London. Hos de to sidstnævnte lærte han at anvende mikroskopet, som han senere anvendte ved diagnostik og behandling af ørelidelser.

## Virke
Fire år efter endte studier på universitetet etablerede han i 1863 sammen med Josef Gruber (1827-1900) den første privatklinik, som udelukkende beskæftigede sig med behandling af ørerelaterede lidelser. Sammen med Gruber fik han titlen som ekstraordinær professor i 1870, og etablerede året efter den første øreklinik på et offentligt sygehus (Allgemeines Krankenhaus der Stadt Wien). I 1895 udnævntes Politzer til ordentlig professor for otologi ved Wiens universitet, og blev i 1889 øverste leder for øreklinikken. Han underviste i sin egenskab af professor sammesteds indtil 1906. Ud over sit arbejde på det offentlige sygehus drev han fortsat en privat øreklinik, som var velbesøgt af mange patienter fra hele verden. Han trak sig tilbage fra sygehuset i 1907 og døde 13 år efter i 1920. 
Politzer efterlod sig en stor samling af pato-anatomiske tegninger af ørelidelser, flere betydningsfulde lærebøger om øre-næse-halssygdomme og et standardværk om otologiens historie.
Ud over metoden om trykudligning i mellemøret med ballon blev han bl.a. kendt for sin omfattende viden om ørernes anatomi, udviklingen og patologien af cholesteatoma (benedder), labyrinthitis (betændelse af ligevægtsorganet i det indre øre), medfødt døvhed og intrakranielle komplikationer til akut otitis media (akut mellemørebetændelse). Denne viden formidlede han gennem tiden til mange studerende og læger under uddannelse, hvilket gjorde ham meget anset som professor.
Han var medgrundlægger af Archiv für Ohrenheilkunde sammen med Anton Friedrich Freiherr von Tröltsch og Hermann Schwartze. 